# 田代町 (佐賀県)
田代町（たしろまち）は、佐賀県三養基郡にあった町。

## 地理
現在の鳥栖市の北東部に位置する。

## 歴史
- 江戸時代に田代売薬と呼ばれる売薬業が発展した。
- 1889年（明治22年）4月1日 - 旧来の田代村、永吉村、柚比村、神辺村、萱方村が合併して基肄郡田代村が発足。
- 1896年（明治29年）4月1日 - 郡の統合により三根郡、養父郡と合併し三養基郡が発足[1]。同郡の所属となる。
- 1936年（昭和11年）4月1日 - 田代村が町制施行し田代町になる。
- 1954年（昭和29年）4月1日 - 鳥栖町、基里村、麓村、旭村と合併し鳥栖市が発足。同日田代町廃止。

変遷表
| 1868年 以前 | 1868年 以前 | 1868年 以前 | 明治22年 4月1日 | 明治29年 3月26日 | 明治29年 3月26日 | 昭和11年 2月11日 | 昭和29年 4月1日 | 現在   |
| ----------- | ----------- | ----------- | --------------- | ---------------- | ---------------- | ---------------- | --------------- | ------ |
| 基肄郡      |             | 田代村      | 田代村          | 三養基郡 発足    | 田代村           | 町制             | 鳥栖市          | 鳥栖市 |
| 基肄郡      | 永吉村      |             | 田代村          | 三養基郡 発足    | 田代村           | 町制             | 鳥栖市          | 鳥栖市 |
| 基肄郡      | 柚比村      |             | 田代村          | 三養基郡 発足    | 田代村           | 町制             | 鳥栖市          | 鳥栖市 |
| 基肄郡      | 神辺村      |             | 田代村          | 三養基郡 発足    | 田代村           | 町制             | 鳥栖市          | 鳥栖市 |
| 基肄郡      | 萱方村      |             | 田代村          | 三養基郡 発足    | 田代村           | 町制             | 鳥栖市          | 鳥栖市 |

## 大字
- 田代（たしろ）
- 永吉（ながよし）
- 柚比（ゆび）
- 神辺（こうのへ）
- 萱方（かやかた）

## 人口
総数 [単位： 人]
| 1892年（明治25年） | 4,900 |

## 教育

### 小学校
- 田代小学校

### 中学校
- 田代中学校

## 交通（廃止直前）

### 鉄道
- 日本国有鉄道（ → 九州旅客鉄道）
  - ■鹿児島本線
    - 田代駅

### 道路
一級国道
- 国道3号
- 国道34号